# Robin Murphy Williams
Robin Murphy Williams, Jr. (* 11. Oktober 1914 in Hillsborough, North Carolina; † 3. Juni 2006 in Irvine, Kalifornien) war ein US-amerikanischer Soziologe und 48. Präsident der American Sociological Association.
Williams studierte an der University of North Carolina und der Harvard University, wo er 1943 zum Ph.D. promoviert wurde. Als Professor für Soziologie lehrte er an der Cornell University und weit über seine Emeritierung hinaus an der University of California, Irvine.
1967 wurde Williams in die American Philosophical Society gewählt, 1969 die American Academy of Arts and Sciences und 1982 in die National Academy of Sciences.

## Schriften (Auswahl)
- The American Soldier, 1949
- What College Students Think, 1960
- Strangers Next Door, 1964
- American Society: A Sociological Interpretation, 1951 (2. Aufl., 1960, 3. Aufl., 1970)
- Mutual Accommodation: Ethnic Conflict and Cooperation, 1977.